# Hernando, Florida
Hernando är en ort (CDP) i Citrus County, i delstaten Florida, USA. Enligt United States Census Bureau har orten en folkmängd på 9 054 invånare (2010) och en landarea på 82,1 km².